# Ectoedemia marmaropa
Ectoedemia marmaropa là một loài bướm đêm thuộc họ Nepticulidae. Nó được miêu tả bởi Braun năm 1925. Nó được tìm thấy ở Bắc Mỹ (bao gồm Utah, Wyoming và Ohio).
Sải cánh dài 4.2-4.4 mm.
Ấu trùng ăn Rosa woodsii. Chúng ăn lá nơi chúng làm tổ. 